# Marc Maes
Marc Maes, (28 oktober 1959) is een Belgische voormalige atleet, die zich had toegelegd op het hoogspringen, het polsstokhoogspringen en de meerkamp. Hij werd eenmaal Belgisch kampioen.

## Biografie
Maes was oorspronkelijk vooral actief als hoogspringer. Een blessure aan de achillespees deed hem overschakelen naar het polsstokhoogspringen. Hij werd in 1988 Belgisch kampioen polsstokspringen. Hij was aangesloten bij AV Toekomst.

## Belgische kampioenschappen
| Onderdeel        | Jaar |
| ---------------- | ---- |
| polsstokspringen | 1988 |

## Persoonlijke records
Outdoor
| Onderdeel        | Prestatie | Datum           | Plaats    |
| ---------------- | --------- | --------------- | --------- |
| polsstokspringen | 5,35 m    | 12 mei 1988     | Leiden    |
| hoogspringen     | 2,10 m    | 1982            |           |
| tienkamp         | 7298 p    | 7 augustus 1988 | Kessel-Lo |

## Palmares

### polsstokspringen
- 1982:  BK AC – 4,80 m
- 1988:  BK AC – 5,00 m

### tienkamp
- 1988:  BK AC – 7298 p